# NGC 7538
NGC 7538位於仙王座，鄰近著名的氣泡星雲（NGC 7635），距離地球大約9,100光年。它是迄今發現最大的原恆星之家，大小大約是太陽系的300倍。它位於銀河系的仙王臂中，可能是仙后座OB2複合體。它包括幾個近紅外線和遠紅外線源，是一個恆星形成的活躍區。在NGC 7538中的恆星主要是低質量的主序前星。

## 參考資料

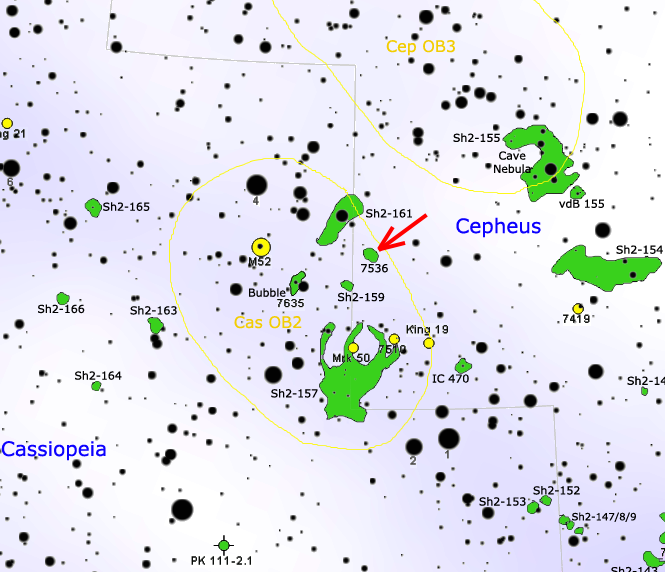
Map showing location of NGC 7538 (Roberto Mura)